# Адміралтейські гори
Адміралте́йські гори або Адміралте́йський хребет (англ. Admiralty Mountains, Admiralty Range) — велика група високих гір, окремих масивів та хребтів, в північно-східній частині Землі Вікторії, у східній Антарктиді (71°45′0″ пд. ш. 168°30′0″ сх. д. / 71.75000° пд. ш. 168.50000° сх. д.), належать до Трансантарктичних гір і утворюють їх крайню північну частину у Східній Антарктиді.

## Географія
Адміралтейські гори розташовані в Східній Антарктиді, у крайній північно-східній частині Землі Вікторії, на узбережжі Пеннелл (берег лежить між мисами Вільямс[джерело?] — на заході та Адер — на сході) та є складовою частиною Трансантарктичних гір. На сході гори омиваються морем Росса, на півночі — морем Сомова, які відносяться до Південного океану. Із сторони суходолу, на північному заході гори межують із горами Анаре і відділенні від них льодовиком Денністоун, на заході — із горами Конкорд і відділенні льодовиком Еббе, на півдні — із горами Вікторії і відділенні льодовиком Такера.
Гори простяглися із південного сходу на північний захід на 169 км, при ширині до 166 км. Їх площа — 14 689 км². Вони складаються із трьох основних хребтів: Данидін (Пік Дженнінгс, 2320 м), Хоумран (Шелтон, 2485 м) та Літтелтон (Пік Ланге, 2435 м), а також окремих масивів, вершин та невеликих хребтів, в тому числіː хребет МакГрегор (2120 м), хребет Гейки (2550 м), висоти Робінсон (2170 м).

## Відкриття та дослідження
Адміралтейські гори були вперше відкриті у січня 1841 року англійською антарктичною експедицією капітана Джеймса Росса, який у 1839–1843 роках на кораблях «Еребус» та «Террор» зробив найбільше для того часу дослідження Антарктики. Росс назвав кілька високих вершин на честь морських лордів Адміралтейства Великої Британії, на службі у якого він перебував, зокрема: Адам, Мінто, Паркер; а також Себін та Пікок — на честь відомих англійських математиків Едварда Себіна та Джорджа Пікока; а всі гори були названі — «Адміралтейськими». Гори в різні часи досліджувалися експедиціями вчених та альпіністів; зокрема у 1957-58 роках новозеландською геологічною антарктичною експедицією (NZGSAE); у 1988 році австралійською антарктичною експедицією на чолі з Грегом Мортімером, яка зробила перше сходження на найвищу вершину гір — Мінто (4165 м).

## Найвищі вершини та піки

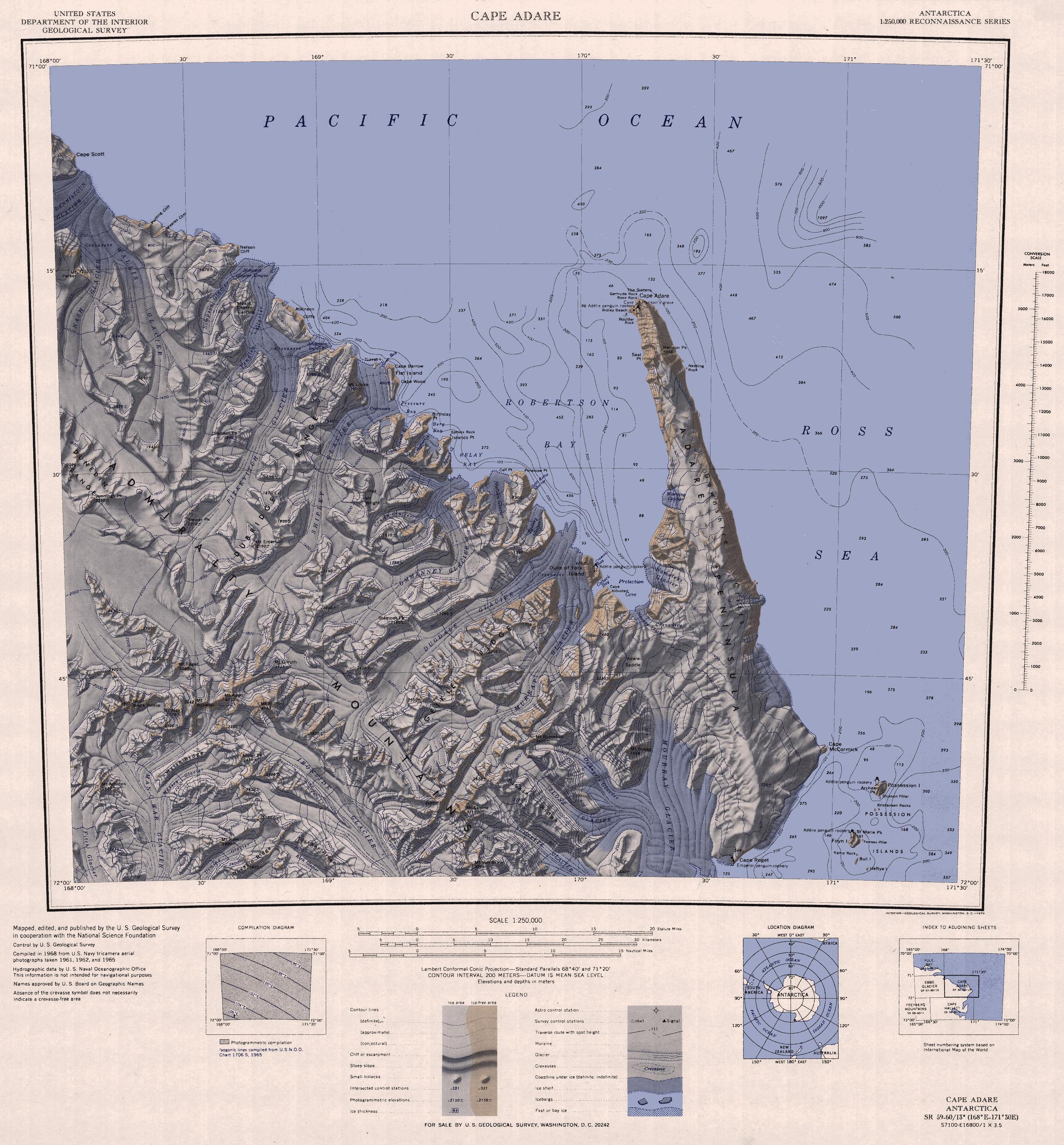
Адміралтейські гори. Північно-східна частина

Адміралтейські гори включають в себе наступні найбільші вершини та піки:
| №  | Назва         | Назва німецькою, англійською | Висота, м | Координати                                                    | Хребет, масив, гора |
| -- | ------------- | ---------------------------- | --------- | ------------------------------------------------------------- | ------------------- |
| 1  | Мінто         | Mount Minto                  | 4165      | 71°47′ пд. ш. 168°45′ сх. д. / 71.783° пд. ш. 168.750° сх. д. | г. Мінто            |
| 2  | Адам          | Mount Adam                   | 4010      | 71°47′ пд. ш. 168°37′ сх. д. / 71.783° пд. ш. 168.617° сх. д. | г. Адам             |
| 3  | Аякс          | Mount Ajax                   | 3770      | 71°48′ пд. ш. 168°27′ сх. д. / 71.800° пд. ш. 168.450° сх. д. | г. Аякс             |
| 4  | Себін         | Mount Sabine                 | 3720      | 71°55′ пд. ш. 169°33′ сх. д. / 71.917° пд. ш. 169.550° сх. д. | г. Себін            |
| 5  | Рояліст       | Mount Royalist               | 3640      | 71°47′ пд. ш. 168°30′ сх. д. / 71.783° пд. ш. 168.500° сх. д. | г. Аякс             |
| 6  | Бевін         | Mount Bevin                  | 3490      | 71°54′ пд. ш. 169°27′ сх. д. / 71.900° пд. ш. 169.450° сх. д. | г. Бевін            |
| 7  | Чорний принц  | Black Prince                 | 3405      | 71°47′ пд. ш. 168°15′ сх. д. / 71.783° пд. ш. 168.250° сх. д. | г. Аякс             |
| 8  | Гершель       | Mount Herschel               | 3335      | 72°12′ пд. ш. 169°31′ сх. д. / 72.200° пд. ш. 169.517° сх. д. | г. Гершель          |
| 9  | Пікок         | Mount Peacock                | 3210      | 72°13′ пд. ш. 169°27′ сх. д. / 72.217° пд. ш. 169.450° сх. д. | г. Гершель          |
| 10 | Ґілрутх       | Mount Gilruth                | 3160      | 71°44′ пд. ш. 168°48′ сх. д. / 71.733° пд. ш. 168.800° сх. д. | г. Адам             |
| 11 | Ахіллес       | Mount Achilles               | 2880      | 71°53′ пд. ш. 168°08′ сх. д. / 71.883° пд. ш. 168.133° сх. д. | г. Ахіллес          |
| 12 | Шелтон        | Mount Shelton                | 2485      | 71°41′ пд. ш. 166°48′ сх. д. / 71.683° пд. ш. 166.800° сх. д. | хр. Хоумран         |
| 13 | Пік Ланге     | Lange Peak                   | 2435      | 71°34′ пд. ш. 167°42′ сх. д. / 71.567° пд. ш. 167.700° сх. д. | хр. Літтелтон       |
| 14 | Пік Дженнінгс | Jennings Peak                | 2320      | 71°32′ пд. ш. 168°7′ сх. д. / 71.533° пд. ш. 168.117° сх. д.  | хр. Данидін         |
| 15 | Емерсон       | Mount Emerson                | 2189      | 71°35′ пд. ш. 168°44′ сх. д. / 71.583° пд. ш. 168.733° сх. д. | хр. Дубрідґе        |
| 16 | Паркер        | Mount Parker                 | 1260      | 71°15′ пд. ш. 168°05′ сх. д. / 71.250° пд. ш. 168.083° сх. д. | г. Паркер           |